# Folsom Prison Blues
Folsom Prison Blues is een nummer van de Amerikaanse countryzanger Johnny Cash. Het nummer verscheen voor het eerst op zijn debuutalbum With His Hot and Blue Guitar uit 1957. Op 15 december 1955 werd het nummer al uitgebracht als single. Een liveversie, opgenomen in de Folsom State Prison, werd in 1968 uitgebracht en werd een grote hit in Noord-Amerika.

## Achtergrond
"Folsom Prison Blues" combineert elementen uit twee populaire onderwerpen binnen de folkmuziek: een treinrit en de gevangenis, welke Cash allebei bleef gebruiken tijdens de rest van zijn carrière. Cash haalde inspiratie voor het nummer uit de film Inside the Walls of Folsom Prison uit 1951 terwijl hij in Landsberg (West-Duitsland) in de United States Air Force diende. De regel "I shot a man in Reno, just to watch him die" (ik schoot op een man in Reno, alleen om hem te zien sterven) legde hij als volgt uit: "Ik zat met mijn pen in mijn hand, probeerde te bedenken wat de ergste reden zou zijn waarom iemand een ander zou vermoorden, en dat kwam in mij op."
De melodie van het nummer is geïnspireerd door het conceptalbum Seven Dreams van Gordon Jenkins uit 1953, en met name het nummer "Crescent City Blues". Jenkins stond oorspronkelijk niet op de hoes van "Folsom Prison Blues" vermeld, maar nadat het nummer aan het begin van de jaren '70 populair werd, moest Cash ongeveer $75.000 betalen aan Jenkins ten gevolge van een rechtszaak. Tijdens de studio-opname had Cash, zoals bij de meeste opnames aan het begin van zijn carrière, geen drummer, en botste hij het geluid van een kleine trom na door een stukje papier tussen de snaren van zijn gitaar te stoppen en hierop te tokkelen. Het nummer werd aan het einde van 1955 uitgebracht op single, met op de B-kant "So Doggone Lonesome" (een opname uit dezelfde sessie als "Folsom Prison Blues") en bereikte de vierde plaats in de Amerikaanse countrylijsten.
"Folsom Prison Blues" was normaal gesproken het eerste nummer tijdens concerten van Cash, nadat hij het publiek begroette met zijn standaard introductie "Hello, I'm Johnny Cash". Op 13 januari 1968 trad hij daadwerkelijk op in de Folsom State Prison, en dit concert werd opgenomen en later dat jaar uitgebracht op het album At Folsom Prison. Deze liveversie werd meer up-tempo gespeeld dan de studioversie van het nummer. Het gejuich van het publiek na de regel "I shot a man in Reno, just to watch him die" was niet live; dit was toegevoegd tijdens het laatste deel van de productie. De gevangenen durfden niet te juichen voor de teksten van Cash die over de gevangenis zelf gaan uit angst voor maatregelen door de bewakers. In april 1968 werd deze live-uitvoering uitgebracht op single, waarbij het de eerste plaats in de Amerikaanse countrylijst behaalde, en een 32e plaats in de Billboard Hot 100. Cash kreeg voor deze uitvoering van het nummer een Grammy Award tijdens de uitreikingen voor het jaar 1969 in de categorie "Best Country Vocal Performance, Male", zijn eerste van vier Grammys. In 2014 zette het tijdschrift Rolling Stone het nummer op de 51e plaats van de honderd beste countrynummers ooit.
Het nummer is een aantal malen gecoverd, waaronder door Slim Harpo, die het in 1968 op single uitbracht. Lenny Dee bracht het nummer in 1969 eveneens uit op single. Jerry Lee Lewis zette het in 1981 op zijn album Killer Country. In 2008 zette Everlast een cover op het album Love, War and the Ghost of Whitey Ford. De Zuid-Afrikaanse zanger Ray Dylan nam het nummer in 2009 op voor zijn album Goeie Ou Country - Op Aanvraag. Daarnaast vormde het nummer de inspiratie voor de Deense band Volbeat voor hun nummer "Sad Man's Tongue".

## NPO Radio 2 Top 2000
| Nummer met noteringen in de NPO Radio 2 Top 2000 | '16 | '17 | '18 | '19 | '20 | '21 | '22 | '23 | '24 |
| ------------------------------------------------ | --- | --- | --- | --- | --- | --- | --- | --- | --- |
| Folsom Prison Blues                              | 556 | 658 | 396 | 412 | 554 | 485 | 526 | 552 | 632 |

1. ↑  Een vetgedrukt getal geeft de hoogste notering aan.
2. ↑  2016 was het eerste jaar met een notering voor dit nummer.